# M'lang
M'lang ist eine philippinische Stadtgemeinde in der Provinz Cotabato. Sie hat 95.070 Einwohner (Zensus 1. August 2015).

## Baranggays
M'lang ist politisch in 37 Baranggays unterteilt.
| - Bagontapay - Bialong - Buayan - Calunasan - Dalipe - Dugong - Dungo-an - Gaunan - Inas - Katipunan - La Fortuna - La Suerte - Langkong | - Lepaga - Liboo - Lika - Luz Village - Magallon - Malayan - New Antique - New Barbaza - New Kalibo - New Consolacion - New Esperanza - New Janiuay | - New Lawa-an - New Rizal - Nueva Vida - Pag-asa - Poblacion A - Pulang-lupa - Sangat - Tawantawan - Tibao - Ugpay - Palma-Perez - Poblacion B |